# Contea di Elgeyo-Marakwet
La contea di Elgeyo-Marakwet è una della 47 contee del Kenya situata nell'ex Provincia della Rift Valley. Al censimento del 2019 ha una popolazione di 454.480 abitanti. Il capoluogo della contea è Iten. Altre città importanti sono: Kaptarakwa, Kapcherop e Kapsowar.